# Adolf II. (Anhalt)
Adolf II. von Anhalt-Köthen (* 16. Oktober 1458 in Köthen (Anhalt); † 24. März 1526 in Merseburg) war ein römisch-katholischer Bischof von Merseburg und blieb bis zu seinem Tode einer der Gegner Luthers.

## Leben
Als Sohn von Fürst Adolf I. von Anhalt-Köthen bezog er 1471 die Universität Leipzig und wurde 1475 deren Rektor. Obwohl er sich zum Eintritt in den geistlichen Stand entschlossen hatte, hatte er längere Zeit gemeinsam mit seinem Bruder Magnus von Anhalt Anteil an der Regierung seines Fürstentums, auf die er erst 1508 förmlich verzichtete. 1488 wurde er Dompropst in Magdeburg, erhielt 1490 die Priesterweihe, wurde 1507 von Bischof Thilo von Merseburg zum Koadjutor angenommen und folgte diesem 1514 als Bischof nach. Einer seiner ersten Amtshandlungen war die Vertreibung der Juden aus Merseburg.
Seine Verwaltung des Stifts Merseburg gilt dagegen als umsichtig und gedeihlich. Daneben predigte und lehrte er. Obwohl er in der Rechtfertigungslehre mit Luther grundsätzlich einig ging, lehnte er doch alle Eingriffe in die bestehende Kirchenordnung ab. Luthers Schriften ließ er ab dem 10. Januar 1521 in seinem Bistum von Leipzig bis Merseburg einsammeln. Diese wurden dann am 23. Januar 1521 auf dem Merseburger Domplatz öffentlich verbrannt. 1523  bewog er Herzog Georg von Sachsen zur Ausweisung des lutherischen Magisters Sebastian Fröschel aus der Stadt Leipzig. Am 3. Mai 1525 musste er aufgrund protestantischer Unruhen nach Leipzig fliehen.